# Липовани
Липовани, също липовени или липованци, наричани още филиповци (на руски: липоване, филипповцы, филиппоны, дунаки), са старообредци от поповския клон и своеобразна руска етнографска група.

## История
В края на XVII – началото на XVIII век, след църковните реформи на Никон Московски много семейства на противниците на новия църковен обред са обявени за разколници и заминават в изгнание. Заселват се в Княжество Молдова и Буковина.
Названието „липовани“ за първи път се среща в австрийски документ от 1733 година и засяга последователите на Филип Пустосвят. Произхожда от изопаченото значение на думата „филиповци“, а според други версии – от липовите горички, които липованите обитават, или от липовите дъски, върху които рисуват иконите си. По-късно към липованите в Румъния се причисляват и техните единоверци – игнат-казаците (некрасовци). По време на управлението на Николае Чаушеску се провежда държавна политика за асимилация на липованите с румънски имена и възпитание.
Днес повечето липовани живеят в Румъния (Северозападна Добруджа, главно в жудец Тулча, също в жудеци Ботошани, Сучава, Яш, Васлуй, Нямц, Бакъу, Галац, Браила). Най-големите населени места в Румъния с предимно липованско население са Гиндерещи, Журиловка, Бретещи, Маноля, Липовени, Климеуц, Каркалиу, Сарикей, Слава Черкези, Слава Руси, Периправа, Сфиштофка и Мила. В страната възлизат на 37 хиляди души по официални данни и 100 хиляди според неофициални. През 1990 г. в Букурещ е основана Общност на русите-липовани, която публикува двуезичния вестник „Зори-Zorile“ и списание „Китеж-Град“.
Липованите в Украйна живеят в градовете Килия, Вилково, Измаил и близките села Стара Некрасовка и Нова Некрасовка. Живеят също в Молдова (Кахул). Липовани са създали в България селата Казашко (до Варна) и Татарица (присъединена към с. Айдемир, Силистренско), живеят и в съседния град Силистра.

## Репатриране
След Втората световна война поради острия недостиг на работна сила съветското правителство предлага на всички свои бивши граждани, живеещи в чужбина, да се върнат в родината си. През есента на 1947 г. руски жители—липовани от румънските села Каменки и Серикей отпътуват с парахода „Карл Маркс“ през Одеса към Астрахан. Преселниците намират подслон в обезлюдената Тюменевка, от която по-рано са били депортирани калмиките. На 2 ноември 1947 година там е организиран колхоз „Нов живот“ и селото е преименуванао на Речное.